# Brugmoia
Brugmoia (лат.) — род ос-блестянок.

## Распространение
Большинство видов встречается в Западной Палеарктике, 3 вида — в Афротропике.

## Описание
Длина около 1 см. Лицо с поперечным лобным килем, обычно с 2 ветвями, достигающими среднего глазка. Хоботок длинный.

## Систематика
Род рассматривают или в составе родов Euchroeus, или Spinolia или отдельно (вместе с синонимом Pseudochrysis Semenov, 1891). Около 20 видов, включая половину из Средней Азии.
- Brugmoia arenaria Tarbinsky, 2000 — Узбекистан
- Brugmoia binodata (Edney, 1947) — Афротропика
- Brugmoia eoa (Semenov, 1912) — Иран
- Brugmoia pellucida Radoszkowski, 1877 —
- Brugmoia kyrgyzica Tarbinsky, 2000 — Средняя Азия
- Brugmoia quadrata (Shuckard, 1836) — Евразия, Северная Африка
- Brugmoia rugulae Kimsey, 1990 — Средняя Азия
- Brugmoia silaphila Tarbinsky, 2000 — Средняя Азия
- Brugmoia torrida (Mocsáry, 1889) — Афротропика
- другие